# Мур, Бутч
Бутч Мур (англ. Butch Moore, настоящее имя — Джеймс Огастин Мур (англ. James Augustine Moore); 10 января 1938, Дублин, Ирландия — 3 апреля 2001, США) — ирландский певец, первый представитель своей страны на конкурсе песни «Евровидение-1965».

## Биография и карьера

### The Capitol Showband (1958—1969)
В 1958 году Бутч стал участником музыкальной группы «The Capitol Showband». Помимо Бутча, в состав группы входили Дес Келли и Пэдди Коул.
Группа достигла значительного успеха в начале 1960-х годов. В 1961 году «The Capitol Showband» гастролировали по Америке, а в 1962 году группа стала первым шоу-бэндом, появившимся в программе телеканала «RTÉ».
В 1965 году «The Capitol Showband» выпустили сингл «Born to Be with You»/«Far, Far Away». Сингл занял 26-ю позицию в чарте «Bubbling Under Hot 100 Singles».
В конце 1960-х годов Бутч покинул группу и эмигрировал в США.

### Евровидение (1965)
В 1965 году Бутч стал первым победителем ирландского национального отбора на конкурс песни «Евровидение-1965». Выступление на конкурсе с песней «Walking the Streets in the Rain» прошло удовлетворительно: с результатом в 11 баллов, певец занял шестое место. Примечательно, что Бутч стал первым представителем Ирландии на конкурсе песни «Евровидение».
В дальнейшем Бутч принимал участия в национальных отборах, но безуспешно.

### Дальнейшая жизнь и карьера (1966—2001)
Бутч эмигрировал в США, где поженился на ирландской певице Мэйв Малвани (род. 1945 — ум. 2004). Бутч, со своей женой Мэйв основал дуэт «Бутч и Мэйв», известный в 1970-х годах в США.
Бутч Мур умер 3 апреля 2001 года от сердечного приступа в своём доме в США.

## Личная жизнь
В 1962 году Бутч женился на Норе Шеридан (род. 1940). От брака родились трое детей: Карен, Гронья и Гэри. В 1969 году Бутч и Нора развелись.
С 1972 года Бутч состоял в браке с Мэйв Малвани (1945—2004). В 1970-х годах пара основала дуэт «Бутч и Мэйв», который имел большой успех в США. От брака родились трое детей: Рори, Тара и Томас.